# Министр иностранных дел Уругвая
Министр иностранных дел Уругвая (исп. Ministro de Relaciones Exteriores) или Канцлер Республики (исп. Canciller de la República) — министерский пост в правительстве Уругвая с 1822 года, который занимается иностранными делами Уругвая. Имеет так же еще название Канцлер Республики, единственная должность с таким названия в Латинской Америке. Нынешний Канцлер Республики (держатель этого поста) — Омар Паганини.

## Список министров иностранных дел Уругвая
- Хуан Франсиско Хиро (22 декабря 1828 — 27 августа 1829);
- Хосе Фруктуосо Ривера-и-Тоскана (16 декабря 1829 — 18 января 1830);
- Хуан Антонио Лавальеха (18 января — 11 марта 1830);
- Хосе Лонгинос Эльяури (11 марта — 20 апреля 1830);
- Хуан Франсиско Хиро (20 апреля — 24 октября 1830);
- Хосе Лонгинос Эльяури (11 ноября 1830 — 2 сентября 1831);
- Хоакин Суарес (19 сентября — 7 ноября 1831);
- Сантьяго Васкес (7 ноября 1831 — 5 июля 1832);
- Франсиско Хоакин Муньос (5 июля — 16 августа 1832);
- Сантьяго Васкес (16 августа 1832 — 9 октября 1833);
- Франсиско Льямби (9 октября — 20 декабря 1833);
- Лукас Х. Обес (20 декабря 1833 — 7 января 1835);
- Франсиско Льямби (4 марта — 15 октября 1835);
- Франсиско Льямби (16 ноября 1835 — 27 марта 1837);
- Хуан Бенито Бланко (6 августа 1837 — 30 июля 1838);
- Карлос Херонимо Вильядеморос (1 сентября — 24 октября 1838);
- Алехандро Чукарро (24 октября — 11 ноября 1838).

## Гражданская война в Уругвае

### Правительство обороны
- Сантьяго Васкес (11 ноября 1838 — 6 февраля 1839);
- Хосе Лонгинос Эльяури (6 февраля — 19 октября 1839);
- Франсиско Антонио Видаль (19 октября 1839 — 3 февраля 1843);
- Сантьяго Васкес (3 февраля 1843 — 6 апреля 1846);
- Франсиско Магариньос (6 апреля 1846 — 21 декабря 1846);
- Алехандро Чукарро (6 февраля 1847 — 5 июля 1847);
- Мигель Баррейро (5 июля 1847 — 11 августа 1847);
- Мануэль Эррер-и-Обес (11 августа 1847 — 16 февраля 1852).

### Правительство Серрито
- Карлос Херонимо Вильядеморос (17 февраля 1843 — 14 апреля 1843);
- Карлос Херонимо Вильядеморос (12 мая 1843 — октябрь 1851).

## После Гражданской войны
- Флорентино Кастельянос (3 марта 1852 — 4 июля 1853);
- Бернардо Пруденсио Берро (4 июля — 24 сентября 1853);
- Хуан Карлос Гомес (26 сентября — 9 ноября 1853);
- Хуан Хосе Агияр (9 ноября 1853 — 8 февраля 1854);
- Матео Магариньос Сервантес (14 марта — 20 ноября 1854);
- Франсиско Орденьяно (20 ноября 1854 — 17 февраля 1855);
- Алехандро Чукарро (17 февраля — 30 мая 1855);
- Мануэль Эррера-и-Обес (31 августа — 12 сентября 1855);
- Альфредо Родригес (28 сентября — 13 ноября 1855);
- Антонио Родригес Кабальеро (3 декабря 1855 — 18 января 1856);
- Альберто Флангини (24 января — 3 марта 1856);
- Хоакин Рекуэна (20 марта 1856 — 4 января 1858);
- Антонио де лас Каррерас (4 января — 12 июня 1858);
- Антонио де лас Каррерас (24 июля 1859 — 1 марта 1860);
- Эдуардо Асеведо (8 марта 1860 — 3 июня 1861);
- Энрике де Арраскаэта (20 июня 1861 — 2 июня 1862);
- Хайме Эстрасулас (18 сентября — 6 ноября 1862);
- Хуан Хосе де Эррера (12 октября 1863 — 7 сентября 1864);
- Антонио де лас Каррерас (7 сентября 1864 — 15 февраля 1865);
- Карлос де Кастро (27 февраля — 27 апреля 1865);
- Карлос де Кастро (20 мая 1865 — 15 мая 1866);
- Хосе Эухенио Эльяури (1 марта — 8 марта 1866);
- Альберто Флангини (15 мая 1866 — 15 февраля 1868);
- Мануэль Эррера-и-Обес (31 августа — 12 сентября 1868);
- Алехандро Магариньос Сервантес (14 января — 12 марта 1869);
- Альфредо Родригес (15 июня 1869 — 11 августа 1870);
- Мануэль Эррера-и-Обес (30 сентября 1870 — 28 февраля 1872);
- Эрнесто Веласко (28 февраля — 30 июля 1872);
- Хулио Эррера-и-Обес (31 июля — 8 сентября 1872);
- Грегорио Перес Гомар (1 марта 1873 — 15 января 1875);
- Хосе Кандидо Бустаменте (15 января — 31 июля 1875);
- Матео Магариньос Сервантес (22 февраля — 10 марта 1876);
- Андрес Ламас (31 июля 1875 — 22 февраля 1876);
- Амбросио Веласко (15 марта 1876 — 24 сентября 1877);
- Гуальберто Мендес (24 сентября 1877 — 13 марта 1880);
- Хоакин Рекуэна-и-Гарсия (20 марта 1880 — 26 марта 1881);
- Хосе Васкес Сагастуме (8 августа 1881 — 28 февраля 1882);
- Мануэль Эррера-и-Обес (8 марта — 11 октября 1882);
- Мануэль Эррера-и-Обес (12 декабря 1882 — 1 марта 1886);
- Мануэль Эррера-и-Обес (18 мая — 30 октября 1886);
- Хуан Карлос Бланко Фернандес (3 ноября 1886 — 23 декабря 1886);
- Доминго Мендилаарсу (31 декабря 1886 — 4 апреля 1887);
- Ильдефонсо Гарсия Лагос (9 июля 1887 — 21 ноября 1889);
- Блас Видаль (11 марта — 17 декабря 1890);
- Мануэль Эррера-и-Эспиноза (2 марта — 21 октября 1891);
- Мануэль Эррера-и-Эспиноза (22 февраля 1892 — 14 ноября 1893);
- Луис Пиньеро дель Кампо (29 марта — 3 августа 1894);
- Хайме Эстрасулас (17 сентября 1894 — 26 сентября 1896);
- Мариано Феррейра (28 августа — 1 декабря 1897);
- Хоакин де Сальтерайн (1 декабря 1897 — 21 июля 1898);
- Доминго Мендилаарсу (3 августа — 10 сентября 1898);
- Мануэль Эррера-и-Эспиноза (4 марта 1899 — 4 июня 1901);
- Херман Роосен (19 июня 1901 — 25 февраля 1903);
- Хосе Ромо (5 марта 1903 — 1 марта 1907);
- Хакобо Варела Асеведо (16 марта 1907 — 14 ноября 1907);
- Антонио Бачини (2 декабря 1907 — 18 октября 1910);
- Хосе Ромо (4 марта 1911 — 17 июня 1913);
- Эмилио Барбару (17 июня 1913 — 13 февраля 1914);
- Мануэль Буэнавентура Отеро (2 марта 1915 — 14 августа 1916);
- Бальтасар Брум (4 сентября 1916 — 19 февраля 1919);
- Даниэль Муньос (19 февраля — 1 августа 1919);
- Хуан Антонио Буэро (1 марта 1919 — 1 марта 1923);
- Педро Манини Риос (1 марта 1923 — 19 декабря 1924);
- Хуан Карлос Бланко Асеведо (22 декабря 1924 — 2 июля 1926);
- Руфино Т. Домингес (1 марта 1927 — 1 марта 1931);
- Хуан Карлос Бланко Асеведо (1 марта 1931 — 13 февраля 1933);
- Альберто Манье (13 февраля 1933 — 17 мая 1934);
- Хуан Хосе де Артеага (18 мая — 4 октября 1934);
- Хуан Хосе де Артеага (6 ноября 1934 — 19 марта 1935);
- Хосе Эспальтер (19 марта 1935 — 1 июня 1938);
- Альберто Гуани (19 июня 1938 — 10 января 1942);
- Альберто Гуани (18 февраля 1942 — 16 января 1943);
- Альберто Гуани (25 — 26 февраля 1943);
- Хосе Серрато (1 марта 1943 — 4 октября 1945);
- Эдуардо Родригес Ларрета (4 октября 1945 — 1 марта 1947);
- Матео Маркес Кастро (1 марта — 12 декабря 1947);
- Даниэль Кастельянос (31 декабря 1947 — 12 августа 1949);
- Сесар Чарлоне (12 августа 1949 — 23 ноября 1950);
- Альберто Домингес Кампора (23 ноября 1950 — 1 марта 1952);
- Даниэль Кастельянос (1 марта — 22 апреля 1952);
- Фруктуосо Питталуга (22 апреля 1952 — 23 февраля 1955);
- Свнтьяго Ромпани (2 марта 1955 — 16 мая 1956);
- Франсиско Гамарра (16 мая 1956 — 6 июня 1957);
- Оскар Сессо Эльяури (6 июня 1957 — 1 марта 1959);
- Омеро Мартинес Монтеро (1 марта 1959 — 1 марта 1963);
- Алехандро Соррилья де Сан-Мартин (1 марта 1963 — 11 февраля 1965);
- Луис Видаль Саглио (11 февраля 1965 — 1 марта 1967);
- Эктор Луиси (1 марта 1967 — 25 апреля 1968);
- Венансио Флорес (3 мая 1968 — 1 апреля 1970);
- Хорхе Пейрано Фасио (1 апреля 1970 — 1 апреля 1971);
- Хосе Антонио Мора Отеро (1 апреля 1971 — 2 июня 1972);
- Хуан Карлос Бланко Эстраде (31 октября 1972 — 23 декабря 1976);
- Алехандро Ровира (23 декабря 1976 — 6 июля 1978);
- Адольфо Фолле Мартинес (6 июля 1978 — 16 февраля 1981);
- Эстанислао Вальдес Отеро (17 февраля 1981 — 2 сентября 1982);
- Карлос А. Маэско (2 сентября 1982 — 1 марта 1985);
- Энрике Иглесиас (1 марта 1985 — 22 февраля 1988);
- Луис Барриос Тассано (22 февраля 1988 — 28 февраля 1990);
- Эктор Грос Эспиэль (1 марта 1990 — 4 апреля 1993);
- Серхио Абро Бонилья (4 апреля 1993 — 1 марта 1995);
- Альваро Рамос Триго (1 марта 1995 — 1 февраля 1998);
- Дидер Опертти Бадан (2 февраля 1998 — 1 марта 2005);
- Рейнальдо Аполо Гаргано Остуни (1 марта 2005 — 3 марта 2008);
- Гонсало Фернандес (3 марта 2008 — 31 августа 2009);
- Педро Умберто Вас Рамела (31 августа 2009 — 1 марта 2010);
- Луис Альмагро (1 марта 2010 — 1 марта 2015);
- Родольфо Нин Новоа (1 марта 2015 — 1 марта 2020);
- Эрнесто Тальви (1 марта 2020 — 1 июля 2020);
- Франсиско Бустильо (6 июля 2020 — 1 ноября 2023);
- Омар Паганини (с 6 ноября 2023).